# Shin Kong Life Tower
La Shin-Kong Life Tower est un gratte-ciel situé près de la gare centrale de Taipei, sur l'île de Taïwan.
Il compte 51 étages pour 244 m. Ses douze premiers étages sont occupés par un grand magasin et le reste par des bureaux.
Il fut pendant quelques années le plus haut gratte-ciel de Taïwan, avant d'être surpassé par la Tuntex Sky Tower.